# Hadise

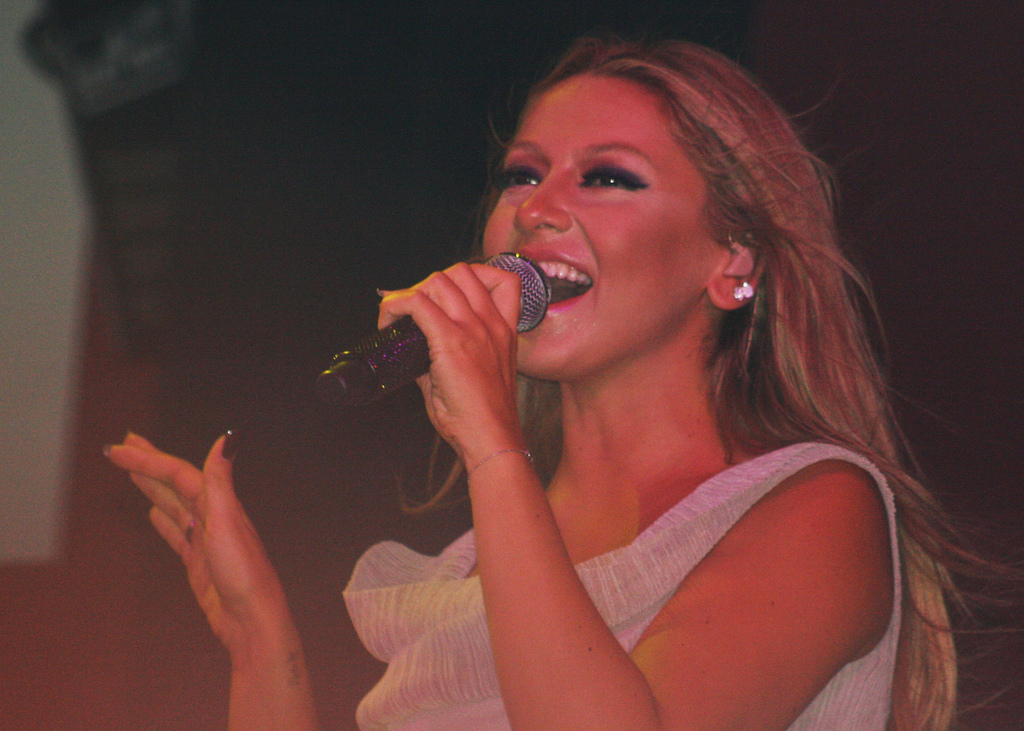
Hadise (2011)

Hadise (* 22. Oktober 1985 in Mol als Hadise Açıkgöz) ist eine belgisch-türkische Pop-Sängerin und Fernsehmoderatorin, die 2009 beim Eurovision Song Contest teilnahm. Sie gehört heute zu den erfolgreichsten Künstlerinnen der türkischen Popmusik.

## Leben
Hadise Açıkgöz wuchs als Zweitälteste von vier Geschwistern im belgischen Mol auf, wohin ihre Eltern im Jahr 1972 aus Sivas emigriert waren. Ihre Mutter entstammt dem Volk der Kumyken, ihr Vater der Lesgier.
Im Jahr 2002 gewann Hadise den Schönheitswettbewerb in ihrem Heimatort und wurde so zur „Miss Mol“ gekürt. Im Jahr 2006 schloss sie ihr Marketing-Studium mit einem Bachelor-Abschluss ab.
Von 2009 bis 2010 führte sie eine Beziehung mit dem türkischen Musiker Sinan Akçıl.

## Karriere
Einem breiteren Publikum bekannt wurde Hadise im Jahr 2003, als sie an der flämischen Castingshow Idool teilnahm. Obwohl sie ausschied, erhielt sie einen Plattenvertrag bei 2Brain Records.
Am 2. April 2008 wurde bekannt, dass sie die zweite Staffel von X-Factor in Belgien auf VTM moderiert.
Beim Eurovision Song Contest 2009 in Moskau vertrat sie die Türkei mit dem Lied Düm Tek Tek (Crazy for You). Dafür erhielt sie vom staatlichen Sender TRT einen Geldbetrag in Höhe von 450.000 YTL. Trotz einer Erkältung belegte sie im ESC-Finale schließlich den vierten Platz. Das Lied erreichte sogar die Spitze der belgischen (Flandern) Single-Charts sowie weitere Platzierungen in Resteuropa.
Außerdem ist sie ein Jurymitglied der türkischen Castingshow O Ses Türkiye (The Voice of Turkey) (1. Staffel bis heute) und O Ses Çocuklar (The Voice of Kids).
Seit 2024 sitzt sie in der Jury der belgischen Gesangsshow Sing Again.

## Diskografie

### Studioalben
| Jahr | Titel     | Höchstplatzierung, Gesamtwochen, AuszeichnungChartsChartplatzierungen (Jahr, Titel, Platzierungen, Wochen, Auszeichnungen, Anmerkungen) | Anmerkungen                            |
| Jahr | Titel     | BEF | Anmerkungen                            |
| ---- | --------- | --- | -------------------------------------- |
| 2005 | Sweat     | BEF52 (5 Wo.)BEF | Erstveröffentlichung: 4. November 2005 |
| 2008 | Hadise    | BEF19 (10 Wo.)BEF | Erstveröffentlichung: 6. Juni 2008     |
| 2009 | Fast Life | BEF16 (13 Wo.)BEF | Erstveröffentlichung: 15. Mai 2009     |
| 2017 | Şampiyon  | BEF171 (1 Wo.)BEF | Erstveröffentlichung: 30. Juni 2017    |

Weitere Alben
- 2009: Kahraman
- 2011: Aşk Kaç Beden Giyer?
- 2014: Tavsiye

### EPs
- 2009: Düm Tek Tek
- 2021: Aşka Kapandım

### Singles
| Jahr | Titel Album                                 | Höchstplatzierung, Gesamtwochen, AuszeichnungChartplatzierungen (Jahr, Titel, Album, Platzierungen, Wochen, Auszeichnungen, Anmerkungen) | Höchstplatzierung, Gesamtwochen, AuszeichnungChartplatzierungen (Jahr, Titel, Album, Platzierungen, Wochen, Auszeichnungen, Anmerkungen) | Höchstplatzierung, Gesamtwochen, AuszeichnungChartplatzierungen (Jahr, Titel, Album, Platzierungen, Wochen, Auszeichnungen, Anmerkungen) | Anmerkungen                             |
| Jahr | Titel Album                                 | DE | CH | BEF | Anmerkungen                             |
| ---- | ------------------------------------------- | --- | --- | --- | --------------------------------------- |
| 2004 | Sweat                                       | — | — | BEF19 (14 Wo.)BEF | Erstveröffentlichung: 1. November 2004  |
| 2005 | Stir Me Up Sweat                            | — | — | BEF22 (12 Wo.)BEF | Erstveröffentlichung: 6. Mai 2005       |
| 2005 | Milk Chocolate Girl Sweat                   | — | — | BEF13 (18 Wo.)BEF | Erstveröffentlichung: 9. Oktober 2005   |
| 2006 | Ain’t No Love Lost Sweat                    | — | — | BEF45 (2 Wo.)BEF | Erstveröffentlichung: 13. Januar 2006   |
| 2006 | Bad Boy Sweat                               | — | — | BEF22 (11 Wo.)BEF | Erstveröffentlichung: 14. August 2006   |
| 2007 | A Good Kiss Hadise                          | — | — | BEF28 (8 Wo.)BEF | Erstveröffentlichung: 3. September 2007 |
| 2008 | My Body Hadise                              | — | — | BEF8 (9 Wo.)BEF | Erstveröffentlichung: 18. Februar 2008  |
| 2008 | My Man and the Devil on His Shoulder Hadise | — | — | BEF59 (4 Wo.)BEF | Erstveröffentlichung: 6. Juni 2008      |
| 2009 | Düm Tek Tek Fast Life                       | DE70 (1 Wo.)DE | CH73 (1 Wo.)CH | BEF1 (15 Wo.)BEF | Erstveröffentlichung: 1. Januar 2009    |
| 2009 | Fast Life                                   | — | — | BEF52 (8 Wo.)BEF | Erstveröffentlichung: 15. Juni 2009     |

Weitere Singles
- 2005: Sakin Gitme
- 2008: Düşman (von Serdar Ortaç – Hintergrundstimme; Original: Joana – Zemrën ndeze)
- 2008: Deli Oğlan
- 2008: Aşkolik
- 2009: Evlenmeliyiz
- 2009: Kahraman (Hintergrundstimme: Sinan Akçıl)
- 2010: Supernatural Love
- 2010: Obsession
- 2010: Siradan
- 2010: Dirty on the Dance Floor (mit Gary Pine)
- 2011: Superman
- 2011: Aşk Kaç Beden Giyer?
- 2012: Mesajımı Almıştır O
- 2012: Biz Burdayız
- 2013: Visal
- 2014: Nerdesin Aşkım?
- 2014: Prenses
- 2015: Yaz Günü
- 2015: Bu Aralar
- 2017: Şampiyon
- 2017: Sıfır Tolerans
- 2018: Farkımız Var
- 2019: Aşk Dediğin
- 2019: Geliyorum Yanına
- 2020: Küçük Bir Yol
- 2021: Olsun
- 2021: Hay Hay
- 2021: Coş Dalgalan
- 2022: Imdat (mit Murda)
- 2023: Feryat
- 2023: Sen Dönene Kadar (mit Murda)
- 2023: Sevmiyo
- 2024: Hayat Oyunu
- 2024: Baksana Bana
- 2025: Gecenin En Köründe
- 2025: Fırtınam

## Filmografie
Filme
- 2024: Esas Oğlan

## Auszeichnungen und Nominierungen
The Music Factory Awards (Belgien)
- 2005: Best New Artist (nominiert)
- 2006: Best Urban (gewonnen)
- 2007: Best Urban (gewonnen)
- 2008: Best Urban (nominiert)
- 2008: Best Female Artist (nominiert)
- 2008: Best Video (nominiert)
- 2009: Best Album (nominiert)
- 2009: Best Video (nominiert)
- 2009: Best Female National (nominiert)
- 2009: Best Urban (gewonnen)

Altın Kelebek
- 2006: Altın Kelebek Award in der Kategorie Beste Newcomerin
- 2009: Altın Kelebek Award in der Kategorie Beste Pop-Sängerin
- 2009: Altın Kelebek Award in der Kategorie Song des Jahres (für Düm Tek Tek)
- 2018: Altın Kelebek Award in der Kategorie Bestes Musikvideo (für Farkımız Var)
- 2020: Altın Kelebek Award in der Kategorie Beste Sängerin
- 2021: Altın Kelebek Award in der Kategorie Beste Sängerin

MTV Europe Music Awards
- 2008: Bester türkischer Act (nominiert)

Balkan Music Awards
- 2010: Best Female Artist on the Balkans (gewonnen)
- 2010: Best Song on the Balkans from Turkey (gewonnen, für ihr Lied Fast Life)

Mia Awards
- 2010: Best Pop (nominiert)
- 2010: Best Videoclip (nominiert)

World Consumer Awards
- 2011: Best Pop Singer (gewonnen)

Elle Style Awards
- 2011: Music Star Woman (nominiert)
- 2014: Music Star Woman (gewonnen)

Pal FM
- 2012: Best Videoclip (gewonnen)
- 2012: Best Female Artist (nominiert)
- 2012: Best song (nominiert)
- 2012: Best Album (nominiert)
- 2014: Best alternative single (gewonnen)
- 2014: Best show of the year (gewonnen)

Istanbul FM Altin Ödüller
- 2014: Best female pop Artist (gewonnen)